# Сульфохлорування
Сульфохлорування (також хлорсульфонілювання, англ. sulfochlorination, [chlorosulfonation]) — заміщення атома H на хлорсульфонільну групу в алканах, циклоалканах (фотореакція з SO2 + Cl2), ароматичних сполуках (з хлорсульфоновою кислотою). Загальне рівняння: 
{\displaystyle {\ce {R-H + X-SO2-Cl ->R-SO2-Cl +HX}}} (якщо X=Cl, і R = алкіл то використовують SO2 та Cl2)
Наприклад, сульфохлорування бензену:
{\displaystyle {\ce {C6H6 +OH-SO2-Cl ->C6H5-SO2-Cl +H2O}}}
Сульфурхлорування метану:
{\displaystyle {\ce {CH4 +SO2 +Cl2 ->CH3-SO2Cl +HCl}}}

## Механізм
Реакця з алканами (реакція Ріда) йде за радикальним механізмом:
1. Спочатку молекула хлору розпадається на радикали, або від {\displaystyle {\ce {SO2}}} від'єднуються {\displaystyle {\ce {X{.}}}} та {\displaystyle {\ce {Cl{.}}}}.
2. Радикал {\displaystyle {\ce {X{.}}}} заміщує органічний радикал:      {\displaystyle {\ce {R{:}H +X{.}->H{:}X +R{.}}}}
3. Радикал приєднується до молекули {\displaystyle {\ce {SO2}}}, утворюючи новий радикал:    {\displaystyle {\ce {R{.}+SO2 ->R-S{.}O2}}}
4. Цей новий радикал взаємодіє з новою молекулою хлору або {\displaystyle {\ce {X-SO2-Cl}}}:  
{\displaystyle {\ce {R-S{.}O2 +Cl2 ->R-SO2-Cl +Cl{.}}}}
{\displaystyle {\ce {R-S{.}O2 +X-SO2-Cl ->R-SO2-Cl +SO2 +X{.}}}}
5. Радикал, що утворився, взаємодіє з новою молекулою, заміщуючи органічний радикал, і процес повторюється.

Сульфохлорування ароматичних сполук іде за механізмом електрофільного заміщення.